# Belle Skinner
 (mai 2024).
Si vous disposez d'ouvrages ou d'articles de référence ou si vous connaissez des sites web de qualité traitant du thème abordé ici, merci de compléter l'article en donnant les références utiles à sa vérifiabilité et en les liant à la section « Notes et références ».
Pour les articles homonymes, voir Skinner.
Belle Skinner, née à Williamsburg (Massachusetts) le 30 avril 1866 et morte à Paris 8e le 8 avril 1928, est une femme d'affaires et philanthrope américaine également distinguée comme mélomane et collectionneuse d'instruments de musique.
Très francophile, elle est, après la Première Guerre mondiale, la bienfaitrice du village français d'Hattonchâtel et d'Apremont-la-forêt, en Meuse.

## Biographie
Ses parents étaient William Skinner (1824-1902) et sa seconde épouse Sarah Elizabeth Allen (1834-1908). Son père était un riche industriel, propriétaire d'une affaire dans le textile (soie et velours) à Holyoke dans le Massachusetts. Après avoir fréquenté l'école préparatoire au Vassar College, elle fit ses études dans cette célèbre université féminine privée — comme ses deux sœurs, Nancy et Elizabeth. Elle en obtint le diplôme en 1887.
Pendant et après la Grande Guerre, elle s'intéressa à l'effort de reconstruction en France, utilisant sa fortune pour, notamment, fournir en grand nombre vêtements et chaussures. En 1919, circulant à travers les campagnes de l'est de la France ravagées par la guerre, elle décida d'adopter l'ancien village médiéval d'Hattonchâtel, ou vivaient 250 habitants et qui avait été presque complètement détruit et en ruines. En liaison avec le gouvernement français, elle finança et supervisa la reconstruction d'Hattonchâtel depuis la restauration du château, de la mairie, de la bibliothèque et de l'école jusqu'à l'installation d'un système de distribution d'eau courante. Elle passa une bonne partie de l'année dans le village dont les habitants l'appelaient avec affection leur « marraine ». Elle consacra à cette œuvre un million de dollars. En reconnaissance et en hommage à son action, le gouvernement français lui attribua la médaille de la Reconnaissance française, remise par Alexandre Millerand en 1919 et en 1920, elle fut aussi décorée de la Légion d'honneur.
Belle Skinner fut la présidente de l’American Committee of Villages Libérés, une association de riches Américains participant financièrement à l'effort de reconstruction de villages dévastés par la guerre dans l'Est de la France.
En 1926, Belle Skinner créa une bourse de 10 000 $ en faveur des diplômés du Vassar College pour étudier l'histoire en France (première bourse de cet établissement pour des études à l'étranger). Après son décès prématuré à Paris des suites d'une pneumonie en 1928, son frère William Skinner porta le montant de la bourse à 25 000 $ et il en créa deux autres en souvenir de ses deux autres sœurs et de leurs centres d'intérêt à Vassar : les études bibliques et la biologie.
Belle Skinner avait toujours eu la passion de la musique classique, et avait fini par rassembler une importante collection d'instruments de musique du monde entier. Cette collection se trouvait tout d'abord au musée Wistariahurst à Holyoke, qui avait été la résidence privée des Skinner ; elle fait maintenant partie de la collection d'instruments de musique de l'université Yale. 
William Skinner fit don à Vassar du Belle Skinner Hall of Music en 1929. Le bâtiment fut achevé en 1932, dans un style inspiré du gothique médiéval français mis en œuvre au château d'Hattonchâtel édifié par Miss Belle Skinner.

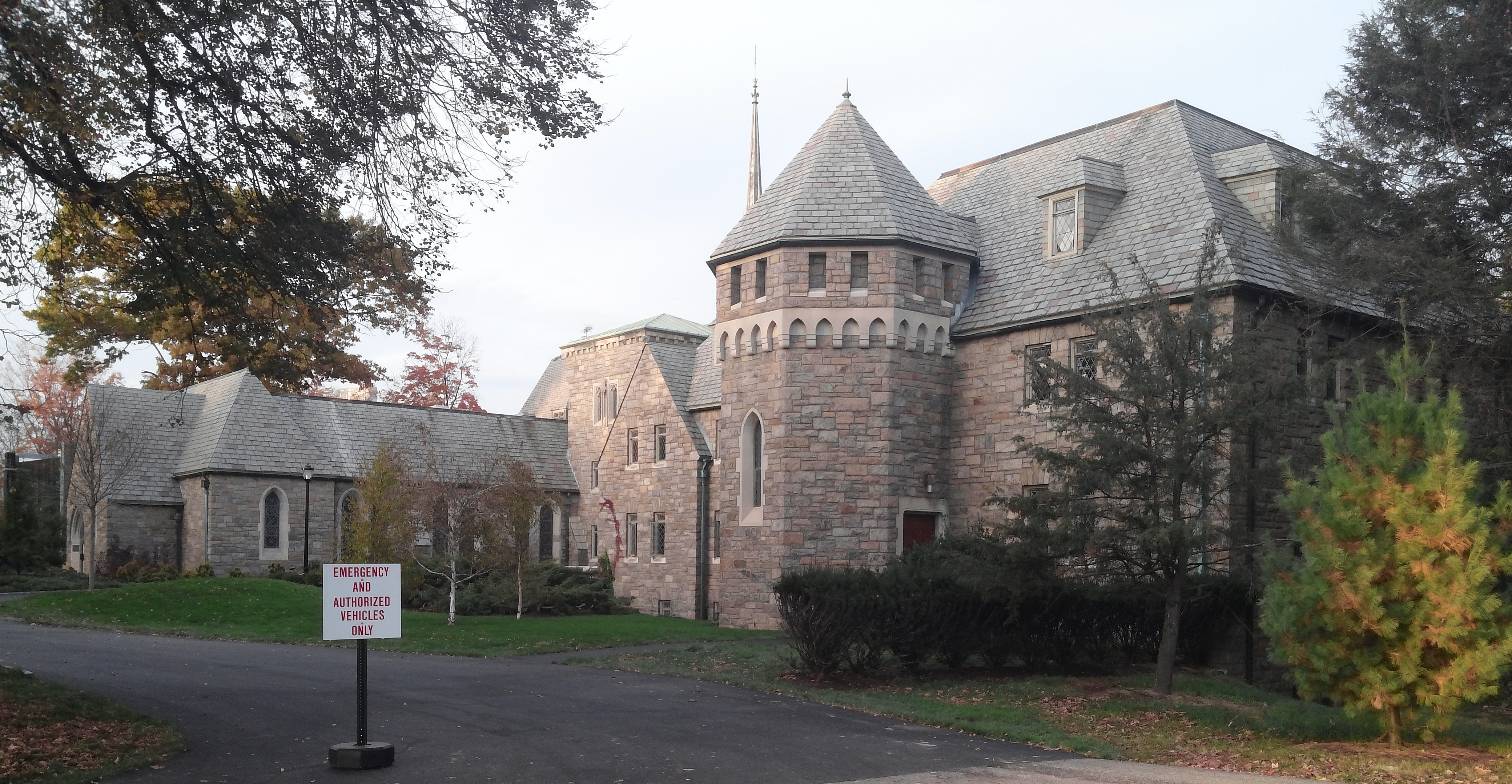
Skinner Hall of Music dans le Vassar College